# Alberto Flammer
Alberto Flammer (* 25. Januar 1938 Muralto; † 10. November 2023 in Verscio) war ein Schweizer Fotograf, der durch seine Architekturfotografien der Tessiner Architekturschule bekannt wurde.

## Werdegang
Alberto Flammer wuchs in Muralto und Locarno als Sohn des Fotografen Johann Albert Flammer auf. Er absolvierte von 1954 bis 1957 eine Fotografenlehre und spezialisierte sich in Architektur-, Kunst- sowie Werbefotografie.  1958 übernahm er nach dem frühen Tod seines Vaters das Geschäft. Flammer arbeitete mit Ben Nicholson und Piero Bianconi zusammen. Ab 1993 lebte und arbeitete Alberto Flammer in seinem Atelier in Verscio, in den Terre di Pedemonte. Seine Arbeiten mit den Schwerpunkten Kunst, Architektur, Landschaften und Reportagen wurden an zahlreichen Einzel- und Gruppenausstellungen gezeigt. Im Alter von 85 Jahren starb Alberto Flammer am 10. November 2023 in Verscio.
Mitgliedschaften
Von 1988 bis 2000 war er Mitglied der Eidgenössischen Kommission für angewandte Kunst.

## Fotografien
- 1959: Pavillonschule Herold, Chur von Thomas und Thomas Domenig[3]
- 1963: Via Selvetta, Caprino von Peppo Brivio[4]
- 1963: Casa Giuliana Cassarate, Lugano von Peppo Brivio[5]
- 1963: Stazioni di rifornimento, Castasegna von Peppo Brivio[6]
- 1965: Casa Snider, Verscio von Luigi Snozzi, Livio Vacchini und Ingenieur Alessandro Rima[7][8]
- 1965: Casa Taglio, Orselina von Livio Vacchini und Luigi Snozzi[9]
- 1966: Casa Ebelin Bucerius, Brione sopra Minusio von Richard Neutra[10]
- 1966: Case popolari, Locarno von Livio Vacchini und Luigi Snozzi[11][12]
- 1967: Sozialwohnanlage - Via Adolfo e Oscar Torricelli, Lugano von Dolf Schnebli[13]
- 1967: Casa Ruchat, Morbio Inferiore von Aurelio Galfetti, Ivo Trümpy und Flora Ruchat-Roncati
- 1969: Casa patriziale e complesso abitativo, Monte Carasso von Luigi Snozzi und Livio Vacchini
- 1970: Kindergarten, Viganello von Aurelio Galfetti, Flora Ruchat-Roncati und Ivo Trümpy
- 1971: Schulzentrum, Gordola von Marco Bernasconi[14]
- 1972: Lacunaviertel, Chur von Thomas und Thomas Domenig[15]
- 1974: Scoula media di Riva San Vitale von Aurelio Galfetti, Ivo Trümpy und Flora Ruchat-Roncati
- 1975: Scouola media di Losone von Aurelio Galfetti und Livio Vacchini
- 1975: Edificio amministrativo e commerciale Macconi, Lugano von Livio Vacchini
- 1975: Centro Macconi, Lugano von Livio Vacchini und Alberto Tibiletti[16]
- 1976: Casa Kalman, Minusio von Luigi Snozzi
- 1976: Giuseppina and Danilo Bianchi, Ligornetto von Mario Botta[17]
- 1978: Scuola elementare Ai Saleggi, Locarno von Livio Vacchini
- 1982: Casa Rotonda, Stabio von Mario Botta[18]
- 1983: Casa Edmondo Posterla, Morbio Superiore von Mario Botta[19]
- 1985: Gasstation, Bellinzona von Livio Vacchini
- 1985: Studio Vacchini von Livio Vacchini
- 1985: Casa Rezzonico, Vogorno von Livio Vacchini
- 1993: Casa Vacchini von Livio Vacchini
- 1997: Palestra Vacchini, Losone von Livio Vacchini[20]
- Piaza del Sole, Bellinzona von Livio Vacchini[21]
- Verwaltungsgebäude Ransila, Lugano von Mario Botta[22]